# Такшеева, Зинаида Васильевна
Зинаида Васильевна Такшеева (5 июля 1930, Емецк, Северный край — 26 января 2015, Петергоф, Санкт-Петербург) — советская и российская поэтесса, писательница. Член Союза писателей России с 1992 года. Лауреат литературной премии имени Гоголя (2006), лауреат Всероссийской литературной премии имени П.Ершова (2006).

## Биография
Родилась в селе Емецк Холмогорского района Архангельской области 5 июля в 1930 году. Завершила обучение в 10 классе Емецкой средней школы и стала обучаться профессии фельдшер в фельдшерско-акушерской школе в городе Архангельске. В 1953 году, завершив обучение и получив специальность, она уехала жить и работать в город Ленинград. Трудилась в лечебных учреждениях. В Петергофе вошла в литературное объединение. С 1957 года её поэтические произведения стали публиковаться в журналах «Новый мир» и «Север» и в еженедельнике «Литературная Россия». В 1978 году она скомплектовала свой авторский сборник стихов «Двина моя, Двина», который был издан только в 1985 году.
В 1990 году в Санкт-Петербурге в свет вышла первая её книга прозы «Долгая-короткая жизнь», а в Париже, в издательстве «Беседа» в этом же году была выпущена вторая книга прозы «Сны в белую ночь». С 21 ноября 1991 года она являлась членом Союза писателей. В октябре 1994 года в Санкт-Петербурге была издана книга «Беломорские сказы от Зинаиды Такшеевой». С 1995 по 2011 год издательская программа оказала писательнице помощь и выпустила ещё несколько книг прозы и сказок.
Проживала в Петергофе, писала прозаические произведения. Умерла 26 января 2015 года в Петергофе, была похоронена в родном селе Емецке.

## Награды и премии[7]
- 2006 - лауреат литературной премии имени Гоголя, за сборник «Однажды в субботу»;
- 2006 - лауреат Всероссийской литературной премии имени П.Ершова, за книгу «Сказки Беломорья и Финского побережья».